# Avi Beker
Avi Beker (Tel Aviv, 3 maggio 1951 – Gerusalemme, 4 giugno 2015) è stato uno scrittore, politico e giornalista israeliano a lungo professore presso il Dipartimento di Politica della Università di Georgetown, Washington. In precedenza era stato docente alla "Harold Hartog School of Government and Policy" della Università di Tel Aviv..
Beker è stato membro del Consiglio di Amministrazione del Museo Ebraico della Diaspora di Tel Aviv, dello Yad Vashem a Gerusalemme, della Università Bar-Ilan, del "WIZO College of Design and Management", e della Corporazione Afro-Israeliana di Hotel, e già segretario generale del Congresso ebraico mondiale
Nato a Tel Aviv nel 1951, Beker ha svolto il servizio militare israeliano nelle IDF, ottenendo il grado di Capitano. Si è laureato presso l'Università di Tel Aviv, conseguendo poi un Ph.D. in Scienze politiche presso la Università della Città di New York.
È morto nel 2015 all'età di 64 anni dopo una lunga malattia.

## Opere
(EN) 
- The Chosen: The History of An Idea, and the Anatomy of an Obsession
- Disarmament Without Order - The Politics of Disarmament in the United Nations (Westport, CT: Greenwood Press 1985).
- The United Nations and Israel - From Recognition to Reprehension (Lexington, MA Lexington Books, 1988).
- Curatore, Jewish Communities of the World, (Minnesota Lerner Publications, 1999).
- Curatore, The Plunder of Jewish Property During the Holocaust-Confronting European History, (Inghilterra: Palgrave & New York: New York University Press, 2001). Contributing two essays.
- Curatore con Yaacov Ro'i, Jewish Culture and Identity in the Soviet Union (New York: New York University Press 1989). In this book he contributed the essay: " Superpower relations and Jewish Identity in the Soviet Union ".
- Curatore, Arms Control Without Glasnost - Building Security in the Middle East (Gerusalemme: "Israel Council On Foreign Relations", 1993), include il suo articolo: "Denuclearization Without Glasnost".
- Curatore, album illustrato, World Jewish Congress Jubilee 1936-1986 (Gerusalemme, World Jewish Congress, 1986).
- Curatore (atti) International Law and Foreign Policy (Gerusalemme, "Israel Council on Foreign Relations", 1991).
- Curatore (antologia) German Unification: A Jewish - Israeli Perspective (Gerusalemme, "Israel Council on Foreign Relations", 1991).